# Nicola Vaccai
Nicola Vaccai, starším pravopisem Vaccaj (15. března 1790, Tolentino – 5. (nebo 6.)srpna 1848, Pesaro),
byl italský operní skladatel a hudební pedagog.

## Život
Nicola Vaccai vyrůstal v Pesaru a zde také získal základní hudební vzdělání. Rodiče však příliš nesouhlasili s kariérou hudebníka a vyslali jej na studia práv do Říma. Nicola však netoužil stát se právníkem a více než právům se věnoval zpěvu a studiu kontrapunktu u předního římského skladatele Giuseppe Jannaconiho.
Ve věku 21 let odešel do Neapole a stal se žákem Giovanni Paisiella, jehož „Lazebník sevillský“ byl považován za mistrovské dílo komické opery, a to až do chvíle, kdy měla premiéru Rossiniho opera na stejné libreto a se stejným názvem.
Svou kariéru operního skladatele zahájil Vaccai v Benátkách. Nejprve se živil jako učitel zpěvu a skladatel baletů, které se tehdy vkládaly i do operních představení. Jeho prvním operním úspěchem byla opera I solitari di Scozia uvedená v roce 1815 v Neapoli. Parma si u něj objednala operu Pietro il grande a v této opeře se také představil jako představitel jedné z hlavních rolí.
Největšího úspěchu se dočkal operou Romeo a Julie (Giulietta e Romeo), která měla premiéru v roce 1825 v Miláně. Tato opera mu také vynesla pozvání do Londýna, kde byla uvedena v roce 1832 v Královském divadle (dnes Her Majesty's Theatre). Za svého pobytu v Londýně se stal vyhledávaným učitelem zpěvu.
Po svém návratu do Itálie se v roce 1838 stal ředitelem a profesorem skladby na Milánské konzervatoři. Po šesti letech se s ohledem na chatrné zdraví funkce zřekl, vrátil se do rodného Pesara a zkomponoval zde svou poslední - šestnáctou operu Virginia.

## Hudební pedagogika
Pokud se týče operní tvorby byl Vaccai v pozdějších letech v očích publika zastíněn svým rivalem Vincenzo Bellinim. Dnes je připomínám hlavně jako vynikající hudební pedagog a skladatel instrukční literatury. Jeho dílo Metodo pratico de canto bylo transponováno pro všechny hlasové rejstříky a dodnes je stále vydáváno a stalo se jednou ze základních učebnic bel canta. K úspěchu přispěly i vynikající texty Pietra Metastasia plně respektující požadavky operního zpěvu a lidského hlasu. V úvodu Vaccai poznamenal, že pouze hlas mistra demonstrujícího jeho hlasová cvičení může doopravdy naučit žáka správné technice skutečného legata. Kniha je rovněž důležitým zdrojem informací o operní interpretaci na počátku 19. století.

## Opery
- I solitari di Scozia (Neapol, Teatro Nuovo, 18. února 1815)
- Malvina (Benátky, Teatro San Benedetto, 8. června 1816)
- Il lupo di Ostenda, ossia L'innocenza salvata dalla colpa (Benátky, Teatro San Benedetto, 17. června 1818)
- Pietro il grande, ossia Un geloso alla tortura (Parma, Teatro Ducale, 17. ledna 1824)
- La pastorella feudataria (Turín, Teatro Carignano, 18. září 1824)
- Zadig ed Astartea (Neapol, Teatro San Carlo, 21. února 1825)
- Giulietta e Romeo (Milán, Teatro della Canobbiana, 31. října 1825)
- Bianca di Messina (Turín, Teatro Regio, 20. ledna 1826)
- Il precipizio, o Le fucine di Norvegia (Milán, Teatro alla Scala, 16. srpna 1826)
- Giovanna d'Arco (Benátky, Teatro La Fenice, 17. února 1827)
- Saladino e Clotilde (Milán, Teatro alla Scala, 4. února 1828)
- Alexi (Neapol, Teatro San Carlo, 6. června 1828)
- Saul (Neapol, Teatro San Carlo 11. března 1829 – zkomponováno v letech 1825 - 1826)
- Giovanna Grey (Milán, Teatro alla Scala, 23. února 1836)
- Marco Visconti (Turín, Teatro Regio, 27. ledna 1838)
- La sposa di Messina (Benátky, Teatro La Fenice, 2. března 1839)
- Virginia (Řím, Teatro Apollo, 14. ledna 1845)